# Prefektura Hirošima

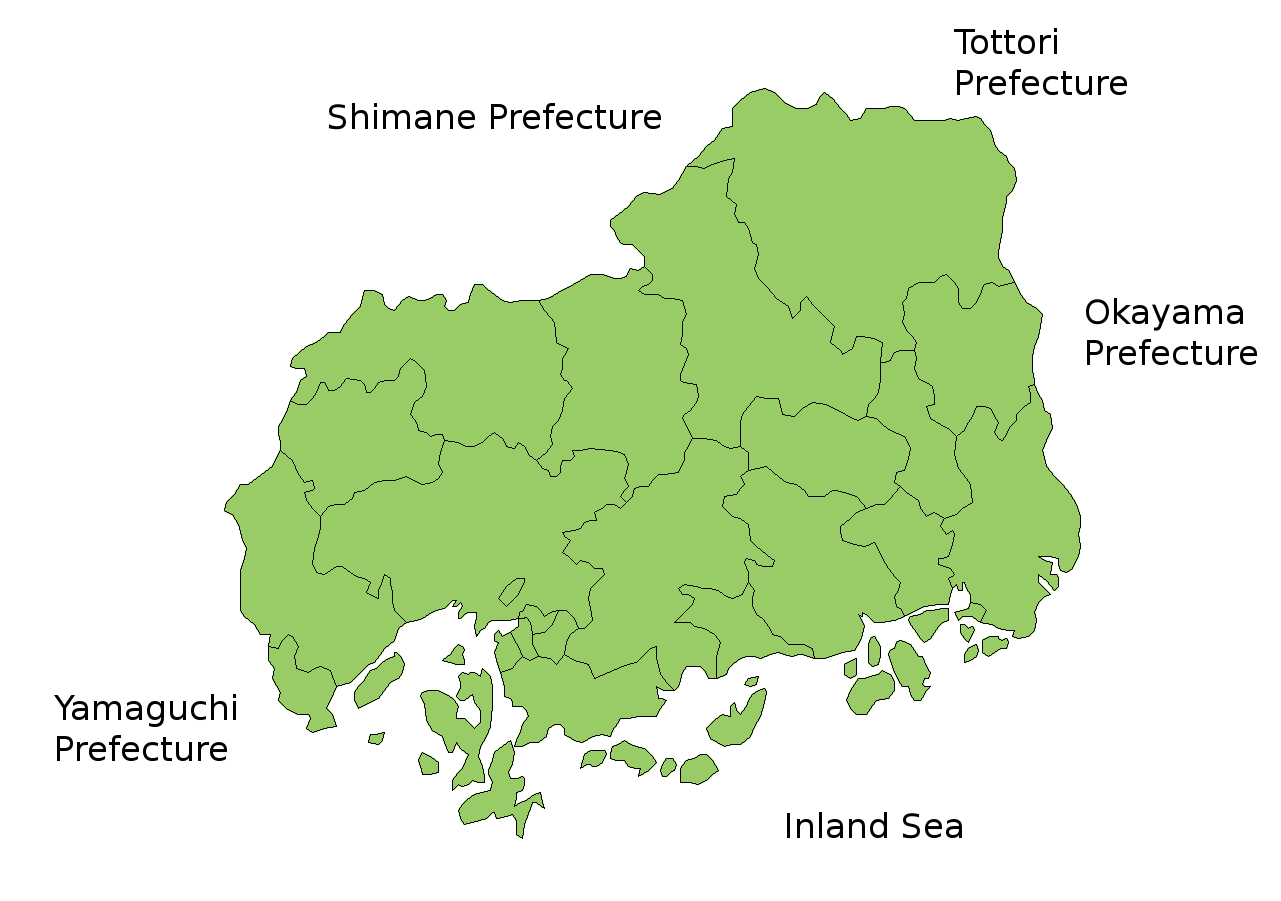
Mapa prefektury Hirošima

Prefektura Hirošima (japonsky 広島県, Hirošima-ken) je jedna ze 47 prefektur Japonska. Nachází se v regionu Čúgoku na ostrově Honšú. Hlavním městem je Hirošima.
Prefektura má rozlohu 8 479,03 km² a k 1. lednu 2008 měla 2 874 788 obyvatel.

## Historie
Území kolem Hirošimy, dříve rozdělené na provincie Bingo a Aki, bylo obchodním a kulturním centrem již od počátku dnes známých japonských dějin. Hirošima je tradičním centrem regionu Čúgoku a byla sídlem klanu Móri až do bitvy u Sekigahary.

## Geografie
Prefektura Hirošima leží uprostřed regionu Čúgoku na pobřeží Vnitřního moře naproti ostrovu Šikoku. Většina jejího povrchu je pokryta horskými hřebeny táhnoucími se směrem k prefektuře Šimane. Ale při pobřeží vytvářejí řeky úrodné planiny. K prefektuře rovněž patří velké množství malých ostrovů ve Vnitřním moři. Vzhledem k uzavřenosti Vnitřního moře je podnebí prefektury velmi mírné.

### Města
V prefektuře Hirošima se nachází 14 velkých měst (ši):
| - Akitakata - Etadžima - Fučú - Fukujama - Hacukaiči - Higašihirošima - Hirošima (hlavní město) | - Kure - Mihara - Mijoši - Onomiči - Ótake - Šóbara - Takehara |

## Zajímavosti
V prefektuře Hirošima leží dvě památky zapsané na Seznamu světového dědictví UNESCO:
1. Atomový dóm ve městě Hirošima, jedna z mála předválečných budov, která přežila výbuch atomové bomby v roce 1945,
2. Svatyně Icukušima na ostrově Mijadžima postavená na pylonech, díky kterým při přílivu „pluje“ na vodě.